# 珲津
珲津（？—1659年），萨尔图氏，蒙古敖汉部人，清朝初年将领。
珲津本来是明朝蒙古族将领。崇德六年（1641年），清军围攻锦州时，珲津与台吉诺木齐、武巴什等出降，授世职牛录章京，隶属于蒙古镶蓝旗。授甲喇额真。顺治元年（1644年），随清军入关，攻打李自成大顺军，署梅勒额真。以督后队有功，加半个前程。移军山西，击败大顺将领陈永福，占领太原所属半数州县。顺治三年（1646年），跟随肃亲王豪格攻打张献忠大西军，率兵入四川，与固山额真巴特玛等多次德胜。以功进三等阿达哈哈番。任镶蓝旗蒙古梅勒额真。顺治六年（1649年），与努山等克宝庆，攻入沅州。在洪江击败南明军，以功进一等甲喇章京。顺治十六年（1659年），磨盘山之战，被李定国伏击战死，谥号壮勤。